# Старые клячи
«Ста́рые кля́чи» — российский художественный фильм 2000 года, снятый Эльдаром Рязановым.

## Сюжет
Фильм начинается в 1989 году. Четыре подруги, женщины лет 50 — профсоюзная активистка, завлаб, железнодорожница и учительница выступают во Дворце культуры завода «Красная Труба», потом встречаются у одной из них дома, в квартире в Доме на набережной, поют под гитару.
Идут титры. После титров время меняется: уже 1999 год. После распада СССР женщины остаются практически на обочине жизни. Анна (Ирина Купченко), хрупкая и интеллигентная, кандидат наук и в прошлом заведующая лабораторией, работает на мойке автомобилей, и её грубо обыскивает шофёр одного из клиентов, заподозрив в краже зажигалки босса. Профсоюзная активистка Лиза (Людмила Гурченко), превратившаяся из бойкой красавицы в седую и беззубую женщину, торгует на рынке. Хозяин (по прозвищу «Паук») постоянно ругает и штрафует её за недостаточную выручку. Железнодорожница Мария (Светлана Крючкова), добрая и честная, продаёт пирожки в переходе.
Люба (Лия Ахеджакова), самая тихая и неприспособленная к новой жизни, учительница, пристраивается продавщицей газет на лотке. Отец её — генерал, влиятельный человек, — умер, матери тоже нет в живых, а горячо любимый единственный сын — погиб в Афганистане. Как и другие продавцы газет, она ежедневно должна платить местной группе молодых рэкетиров; если те не получают деньги, то переворачивают лотки с товарами. Группа дельцов убеждает её продать квартиру с видом на Кремль в Доме на набережной, обещая взамен 100 000 $ и новое жильё в тихом месте, в центре Москвы, со знаменитыми соседями. Наконец, Люба поддаётся уговорам. Сразу после подписания договора её выгоняют из квартиры. Новое жильё в тихом месте в центре Москвы оказывается флигелем на Ваганьковском кладбище, а знаменитыми соседями — похороненные на этом кладбище Владимир Высоцкий, Булат Окуджава, Андрей Миронов и другие. Подруги Любы в шоке: когда им сообщают, что женщина теперь на кладбище, Лиза, Маша и Анна думают, что Люба покончила с собой. К их облегчению, Люба оказывается живой. Впоследствии выясняется, что жильё на кладбище даже не приобретено, а сдано в аренду, причём всего на один месяц. Чек, выписанный новым владельцем квартиры, бизнесменом Василием Хоменко (Николай Фоменко), оказывается от никогда не существовавшего банка, а подпись на нём — сделана исчезающими чернилами. Таким образом, Люба осталась и без жилья, и без денег.
Подруги решают вернуть Любе её квартиру. Они пытаются поговорить с Хоменко, но тот заявляет, что никакого чека не подписывал, и приказывает охране разогнать женщин. Тогда они подкупают уборщицу Хоменко, чтобы та, под предлогом болезни, прекратила работу на месяц. Анна нанимается к Хоменко уборщицей и подслушивает его разговоры.
Для дальнейших действий подругам требуется машина и деньги. Люба вспоминает, что её отец в годы войны разработал для Сталина уникальный бронированный автомобиль, впоследствии получив его в личную собственность. Подруги выкатывают автомобиль из гаража, он всё ещё на ходу. Анна и Мария, надев форму и представившись инспекторами пожарной службы и санэпидемстанции, вымогают взятку у «Паука», терроризирующего их подругу Лизу. Впоследствии на заправке они встречают молодого рэкетира Сашу, который ранее разгромил газетный прилавок Любы. Решив проучить его, женщины увозят Сашу на кладбище и разыгрывают «захоронение заживо», но Люба, которой он напоминает погибшего сына, заступается за него и решает приютить у себя. 
Шофёр Хоменко (ранее обыскавший Анну на мойке) подозревает, что новая уборщица шпионит в пользу конкурентов. Подруги решают поспособствовать его увольнению. Анна вскрывает машину Хоменко, и подруги платят водителю ассенизационного автомобиля, чтобы тот наполнил нечистотами салон машины. Когда Хоменко открывает дверь машины, его заливают потоки нечистот. Взбешённый Хоменко увольняет водителя.
Анна узнаёт, что Хоменко вместе с сообщниками собираются незаконно перепродать два вагона чёрной икры (стоимостью 8 млн долларов) в Германию. Сам Хоменко должен обеспечить перевозку икры. Елизавету, в юности пользовавшуюся бешеным успехом у мужчин, отводят в стоматологию, богато одевают и гримируют. Встретившись с Хоменко, она очаровывает его, играя богатую немку, и крадёт у Хоменко из костюма номера накладных на груз.
Бывшая железнодорожница направляет груз в отдалённый тупик Б-3 — «бермудский треугольник» (её ученик работает на этой железнодорожной станции). Хоменко обеспокоен пропажей груза. Партнёр Хоменко, Тимофей Астраханцев, подозревает, что это Хоменко украл груз, и угрожает его убить.
Подруги, послушав ученика Маши, на последние деньги покупают дорогую одежду и приходят в казино, где играют на оставшиеся 100 рублей. Трижды ставя всю сумму на одно число 21 и один раз на число 25, они выигрывают, при каждой ставке увеличивая сумму в 35 раз. Кассирша не хочет отдавать им их огромный выигрыш — 150 062 500 рублей, предлагая прийти завтра во второй половине дня. Вдруг рядом генерал Дубовицкий замечает шулерство дилера в покере. Наводя пистолет то на охранников, то на партнёров, он требует вернуть деньги, которые к тому же принадлежат дивизии, и теперь ему не на что кормить солдат. Женщины просят его помочь им получить их выигрыш. Генерал наводит пистолет на кассиршу, получает мешки с деньгами, и все пятеро покидают казино. Анна, у которой с Дубовицким возникла взаимная симпатия, отдает ему часть выигранных денег для его солдат.
Вскоре Астраханцев бросает Хоменко в реку с камнем на шее — но женщины успевают спасти его и откачать. Люба предлагает Хоменко выкупить свою квартиру обратно за сто тысяч долларов, но тот непреклонен.
Дамы приходят навестить своего друга, администратора Театра эстрады Иосифа Лазовского (Роман Карцев). Администратор показывает им номер «полёт жука», разработанный неким талантливым самородком из провинции. Тот, в костюме жука и с крыльями, летает по воздуху, но при этом разносит весь зал, а также ломает себе нос. Администратор в шоке: ему нужно как-то спасать вложенные деньги. Внезапно он предлагает женщинам выступить вместо самородка. Они соглашаются, назвав свою музыкальную группу «Старые клячи».
Хоменко приглашает красивую «немку» к себе в номер "Националя". Три её подруги, а также генерал, проходят в комнату под видом гостиничной прислуги (горничной, повара и официантов). В комнате они под угрозой пистолета связывают Хоменко, после чего заставляют его переписать квартиру на их имя. Дамы и генерал уезжают, Хоменко и его охрана бросаются за ними в погоню — в ходе которой оказывается, что машина Любы не только пуленепробиваема, но также может ездить по железнодорожным рельсам, плавать по воде и даже под водой. Благодаря этому женщины успешно уходят от погони, заставив Хоменко и его охрану думать, что те потопили автомобиль противотанковой гранатой.
Когда машина приплывает к театру, оказывается, что билеты не успели напечатать, и во всём зале только одна зрительница — мать театрального администратора. Ситуацию спасает генерал, по приказу которого в театр привозят дивизию солдат. «Старые клячи» выступают с триумфом, а после, в квартире Любы, устраивают банкет с солдатами и едят кашу с чёрной икрой. Дубовицкий песней признаётся Анне в любви, Мария соглашается выйти замуж за театрального администратора Иосифа Марковича, а Саша хочет остаться с Любой. 
Вскоре в квартиру врывается взбешённый Хоменко с милицией, арестовывающей женщин. На суде бизнесмен произносит высокопарную обвинительную речь, но, увидев в окно Астраханцева с верёвкой и камнем, сбегает из зала и подкупает водителя автозака, чтобы тот забрал его в свой фургон. Видя это, Астраханцев прыгает вслед за ним в автозак — где Хоменко обещает оформить явку с повинной и дать показания против него.
В качестве последнего слова на заседании «Старые клячи» исполняют песню. Им аплодируют, и суд выносит оправдательный приговор. На выходе из зала суда их встречает военный оркестр, посланный генералом. Группа «Старые клячи» становится знаменитой и продолжает выступления.

## В ролях
| Актёр                 | Роль                                                                         |
| --------------------- | ---------------------------------------------------------------------------- |
| Людмила Гурченко      | Лиза член завкома, профсоюзная активистка                                    |
| Лия Ахеджакова        | Люба (Любовь Алексеевна) учительница заводской школы                         |
| Светлана Крючкова     | Маша (Мария Ивановна) диспетчер железнодорожной ветки завода «Красная Труба» |
| Ирина Купченко        | Аня кандидат наук, заведующая лабораторией новых технологий в заводском НИИ  |
| Николай Фоменко       | Василий Георгиевич Хоменко бизнесмен                                         |
| Валентин Гафт         | генерал Дубовицкий                                                           |
| Роман Карцев          | Иосиф Маркович Лазовский театральный администратор                           |
| Михаил Евдокимов      | Тимофей Егорович Астраханцев бизнесмен из Астрахани (последняя роль в кино)  |
| Мамука Кикалейшвили   | «Паук» владелец овощной палатки                                              |
| Меджид Ахеджаков      | Алексей Салехович отец Любы (единственная роль в кино)                       |
| Андрей Бутин          | Олег шофёр Хоменко                                                           |
| Евгений Воскресенский | агент по продаже недвижимости                                                |
| Михаил Державин       | секретарь райкома по идеологии                                               |
| Игорь Письменный      | агент по продаже недвижимости                                                |
| Михаил Жерневский     | Саша 14-летний рэкетир, которого приютила Люба (дебют в кино)                |
| Эльдар Рязанов        | судья                                                                        |
| Валентина Талызина    | Александра Фёдоровна уборщица                                                |
| Нина Тер-Осипян       | мама Лазовского (последняя роль в кино)                                      |
| Александр Пашутин     | нотариус                                                                     |
| Михайл Полицеймако    | ремонтник в квартире Любы                                                    |
| Андрей Мерзликин      | лейтенант (в титрах не указан)                                               |
| Юрий Думчев           | Вася, покупатель на рынке                                                    |
| Сергей Воробьёв       | «Жук» (роль озвучил Александр Рыжков)                                        |

- Постановщик трюков: Сергей Воробьёв

## Съёмочная группа
- Авторы сценария:
  - Владимир Моисеенко
  - Юрий Фёдоров
  - Эльдар Рязанов
- Режиссёр: Эльдар Рязанов
- Операторы-постановщики:
  - Ахвледиани, Ломер Бидзинович
  - Григорий Беленький
- Художники-постановщики:
  - Александр Борисов
  - Леонид Свинцицкий
- Художник по костюмам: Наталья Иванова
- Музыка
  - Композитор: Андрей Петров
  - Дирижёр: Сергей Скрипка
- Постановщик трюков: Сергей Воробьёв
- Продюсер: Владимир Досталь, Николай Гаро

## Саундтрек
Музыка Андрея Петрова в исполнении Государственного симфонического оркестра кинематографии под управлением С. Скрипки.
1. Увертюра
2. Поездка на старом автомобиле
3. Молодые рэкетиры
4. Песня солдатской матери (исп. Л. Гурченко), стихи Ю. Ряшенцева
5. Танец в «Национале»
6. Бабье лето («Мчатся годы-непогоды»)
7. Погоня
8. Тум-балалайка (Еврейская народная песня) (солистки: Л. Гурченко и С. Крючкова)
9. Романс генерала
10. Полет «Жука»
11. Гимн трубопрокатчиков (солистки: Л. Гурченко и С. Крючкова) стихи Ю. Ряшенцева
12. Казино
13. Последняя любовь (исп. В. Гафт) стихи Э. Рязанова
14. Солдатский вальс
15. Мчатся годы-непогоды (солистка: С. Крючкова) стихи Э. Рязанова
16. Детектив по-рязановски
17. Песенка о мобильном телефоне (солистки: Л. Гурченко и С. Крючкова) стихи Ю. Ряшенцева
18. Финальный марш
19. Назначь мне свиданье (солистки: Л. Гурченко и С. Крючкова) стихи Марии Петровых.

Саундтрек к фильму издан на компакт-диске в 2000 году.